# Dempster Highway
Der Dempster Highway, oft auch als Yukon Highway 5 und als Northwest Territories Highway 8 bezeichnet, ist eine kanadische Fernverkehrsstraße, die etwa 40 Kilometer östlich von Dawson City in Yukon am Klondike Highway beginnt und 736 Kilometer später in Inuvik, Northwest Territories endet.
Die Verlängerung, der Inuvik–Tuktoyaktuk Highway (Northwest Territories Highway 10), als ganzjährig befahrbare Straße noch 138 Kilometer weiter nach Norden bis zur Siedlung Tuktoyaktuk an der kanadischen Nordküste wurde im Januar 2014 begonnen und im November 2017 eröffnet. Bisher wurde dieser Abschnitt als Tuktoyaktuk Winter Road bezeichnet und war als Eisstraße nur im Winter befahrbar. Die Verbindung verlief dort über das gefrorene Mackenzie-River-Delta. Er kreuzte den Peel River und den Mackenzie River mit einer Kombination aus saisonalem Fährservice und Eisbrücken.

## Geschichte

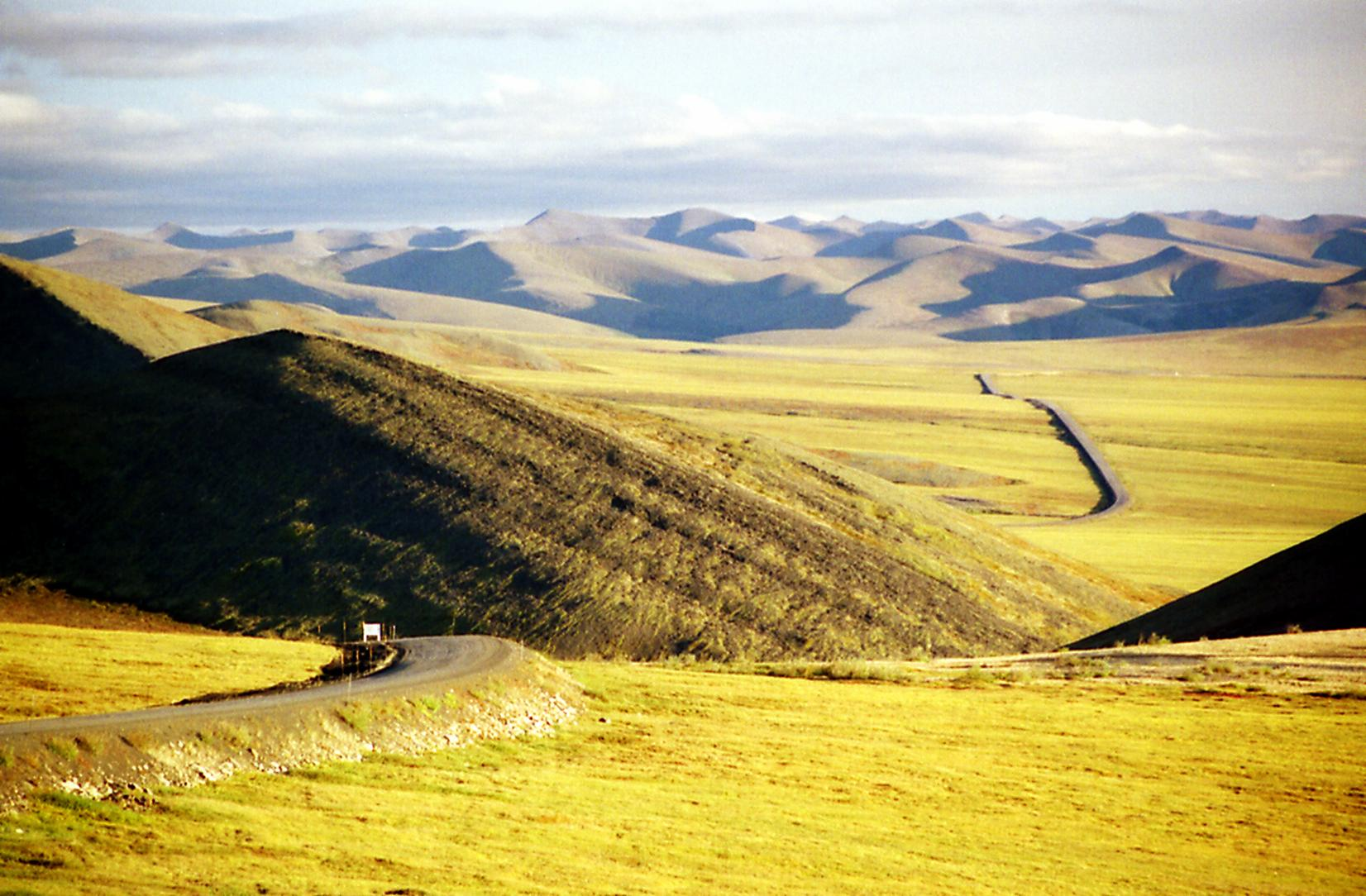
Der Dempster Highway in der Nähe der Grenze zwischen Yukon und NWT. Bild aufgenommen auf dem Wright-Pass in Richtung Süden zu den Richardson Mountains

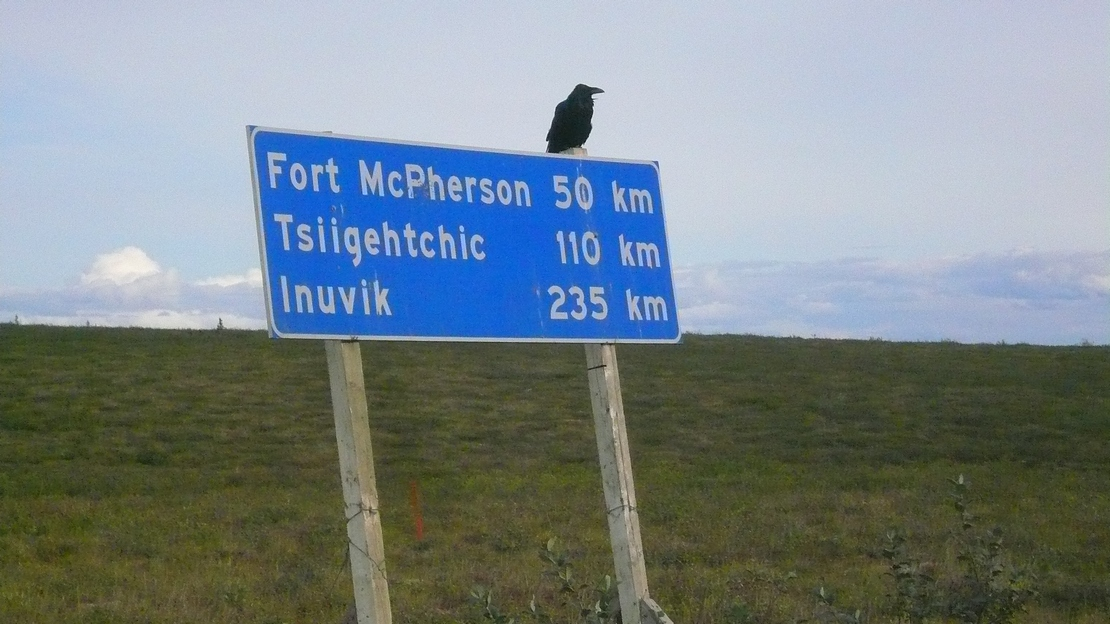
Straßenschild am Dempster Highway

Große Teile des Highways folgen einem alten Hundeschlittenweg. Der Highway ist nach Inspektor William John Duncan Dempster von der Royal Canadian Mounted Police benannt, einem jungen Polizisten, der mit seinen Schlittenhunden häufig den Weg zwischen Dawson City und Fort McPherson (Nordwest-Territorien) benutzte. Dempster und zwei weitere Polizisten wurden im März 1911 mit einer Rettungsmission beauftragt und sollten Inspektor Francis Joseph Fitzgerald sowie drei seiner Männer finden, da diese nie auf ihrer planmäßigen Winterpatrouille in Dawson City angekommen waren. Dempster und seine Kollegen fanden die Anfang Februar Verstorbenen schließlich am 21. März 1911 nur wenige Meilen von Fort McPherson entfernt und beerdigten sie am 28. März 1911.
1958 fällte die kanadische Regierung den Entscheid, eine 671 km lange Straße durch die arktische Wildnis von Dawson City nach Inuvik zu bauen. Es wurden große Öl- und Gasvorkommen im Mackenziedelta gefunden, und das Städtchen Inuvik befand sich gerade im Aufbau.
Am 17. August 1959 ließ die kanadische Regierung verlauten, dass man Ölvorkommen in den Eagle Plains gefunden habe, und vergab Konzessionen an die Ölindustrie, um noch größere Vorkommen in der Region zu entdecken. Man hat bemerkt, dass ein Highway über den Polarkreis nötig war, um Material und Infrastruktur zu den Ölvorkommen transportieren zu können. Konsequenterweise wurde der Bau im Januar 1959 in Dawson City in Angriff genommen. Die hohen Baukosten und Diskussionen zwischen der kanadischen Regierung und derjenigen des Yukon-Territoriums sorgten dafür, dass der Bau bis 1961 nur sehr langsam vorankam. Zu diesem Zeitpunkt wurde der Bau eingestellt. Nur 115 km der Straße wurden bis dahin gebaut. Der Highway war als Highway 11 bis 1978 bekannt.
Bis 1968 wurden keinerlei Fortschritte gemacht, bis riesige Öl- und Gasvorkommen in Prudhoe Bay, Alaska, gefunden wurden. Dies führte zu einem verstärkten Wettrennen zwischen Kanada und den Vereinigten Staaten. Die kanadische Regierung befürchtete, dass die USA das Ölfeld ohne Rücksichtnahme auf ihre Nachbarn erschließen könnten. Die Regierung wollte die kanadische Souveränität vor der Küste Yukons in der Beaufortsee bewahren.

## Bau
Der Dempster Highway, bis 2017 die einzige kanadische Allwetterstraße nördlich des Polarkreises, wurde am 18. August 1979 in Flat Creek, Yukon, offiziell eröffnet. Die Straße war eine zweispurige, wetterfeste Schotterstraße, welche über eine Distanz von 671 Kilometer vom Klondike Highway bei Dawson City nach Fort McPherson und Tsiigehtchic führte. Die 1. Genietruppe des kanadischen Militärs baute die zwei wichtigsten Brücken über den Ogilvie River und den Eagle River.